# Joint Test Action Group

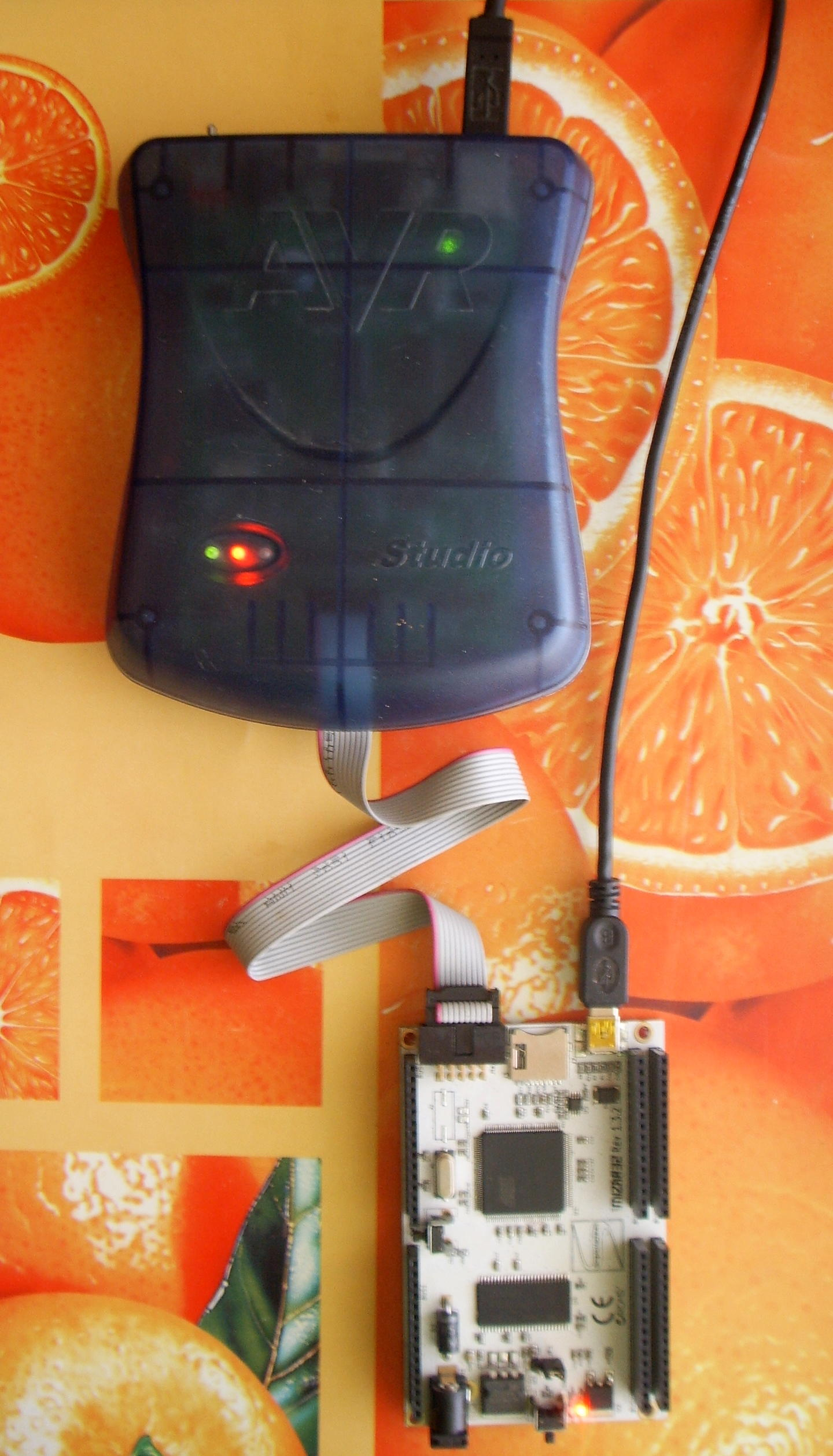
Módulo de depuração do Atmel AVR JTAG ICE MKII

Joint Test Action Group (JTAG) foi um grupo criado em 1985 para desenvolver métodos para testar circuitos impressos depois de fabricados. Em 1990, o IEEE (Institute of Electrical and Electronics Engineers) criou a norma IEEE 1.149,1-1990 intitulado "Standard Test Access Port and Boundary-Scan Architecture" para homologar os processos de testes. 
JTAG também é amplamente usada em circuito integrado (IC) com portas de depuração. 
A Microsoft, no XBox, possui um conector JTAG para a realização de testes no console.